# 上之保村立上之保東小学校
上之保村立上之保東小学校 （かみのほそんりつ かみのほひがししょうがっこう）は、かつて岐阜県武儀郡上之保村（現・関市）に存在した公立小学校。

## 概要
- 旧・武儀郡上之保村の東部（鳥屋市・行合など）の小学校であった。
- 体育館は関市上之保東体育館として使用されたが、2016年（平成28年）に廃止された[1]。校舎はマルチコプターの製造会社マルチコプターワークの製造拠点、および試験飛行場などに転用されている[2]。

## 沿革
- 1983年（昭和58年）4月 - 鳥屋市小学校と行合小学校を統合し、上之保村立上之保東小学校として開校。校舎は旧・鳥屋市小学校跡地に新たに建設された。
- 2003年（平成15年）3月 - 上之保小学校に統合され、廃校。